# 孝賢純皇后
孝贤纯皇后（穆麟德轉寫：hiyoošungga erdemungge yongkiyangga hūwangheo；1712年3月28日—1748年4月8日），乾隆帝元配妻子，沙濟富察氏，满洲镶黄旗人，其祖父是康熙初年戶部尚書米思翰，父親是察哈尔总管李荣保，伯父是大學士馬齊。

## 生平
富察氏出身滿洲鑲黃旗。。

郎世宁绘《万国来朝图》之乾隆后妃

康熙五十一年二月二十二日出生（1712年3月28日），比乾隆帝小半岁。
雍正五年（1727年），在外八旗選秀中被指婚与皇四子弘曆为嫡福晋；在紫禁城西二所（弘曆即位後改名為重華宮）內皇四子弘曆和富察氏舉行了隆重的結婚典禮。
雍正六年（1728年）十月初二日子时，生皇长女。雍正七年（1729年），雍正帝賜長春仙館作為皇四子弘曆和嫡福晉富察氏在圓明園的居處。雍正八年（1730年）六月二十六日申时，生下皇二子永琏，即端慧皇太子。雍正九年（1731年）五月二十四日，生皇三女固伦和敬公主。
雍正十三年（1735年）八月二十三日，世宗崩逝，皇四子弘曆即位，是为清高宗。根據《内廷底簿》的記載，在雍正十三年十一月初五日，高宗赏予居住在南锣鼓巷东西两侧的皇后母親位於蒋家胡同，德音（雍正時期內閣學士）入官（充公）之宅邸一所，共一百零二间。不久之後的十二月十八日，奉懿旨冊立富察氏為皇后。
乾隆元年二月初七履親王允祹接到乾隆帝冊立富察氏為皇后的上諭，開始著手準備冊封禮。
乾隆二年十二月初四日（1738年1月23日），以保和殿大学士鄂尔泰为正使，户部尚书海望为副使，冊立富察氏为皇后。乾隆三年十月十二日（1738年11月23日），永璉已在寧壽宮患病，不久夭折，年僅九歲。
乾隆十年（1745年) 三月初三日，據《雍和宮滿文檔案譯編》記載，帝后等人前往慧賢皇貴妃梓宮停靈的六股道殯宮致祭。內務府共使用了四輛牛車接送后妃位下的太監。檔案中的漢文清單可知由西暖殿富察皇后的太監獨自乘坐一輛牛車，第二輛牛車由翊坤宫嫻貴妃和长春宫嘉妃位下的太監乘坐，第三輛牛車由景仁宫純貴妃和永和宮愉妃位下的太監乘坐；最後一輛牛車則由承乾宫舒嬪、延禧宫怡嬪和永寿宫原皇贵妃位下德太監乘坐。
乾隆十一年（1746年）正月，因富察氏怀孕，乾隆并未按惯例去圓明園山高水长处度上元节、观看烟火，而是破例留在故宫紫禁城陪伴她。
乾隆十一年（1746年）四月初八日子时，富察皇后生下皇七子永琮。乾隆十二年（1747年）三月，固伦和敬公主嫁科爾沁博爾濟吉特氏輔國公色布騰巴爾珠爾。乾隆十二年（1747年）十二月廿九，永琮因出痘夭折。皇后所生的皇二子永璉和皇七子永琮極受乾隆帝的鍾愛，先後被密立為皇太子，但均不幸夭折。
乾隆十三年（1748年）二月，富察皇后随乾隆東巡；而就在三月十一日亥时 (1748年4月8日)，富察皇后因為在東巡的途中感染了風寒，加上連續失去了兩個皇子令她承受很大的折磨，最後不幸病逝於回鑾途中的德州舟次，享年三十六歲。不久之後，五月初七日，司庫白世秀和七品首領薩木哈向乾隆奏報，稱太監胡世傑交《孝賢皇后輓詩》一套共二冊，乾隆傳旨用紫檀木罩蓋匣；七月初二日，由太監胡世傑將裝成品持進交予乾隆。
乾隆十七年 (1752年) 十月二十七日，將大行皇后的靈柩奉安於勝水峪裕陵地宮。乾隆亲自護送至陵，并临视葬入地宫。經嘉慶、道光兩朝加諡，全諡孝賢誠正敦穆仁惠徽恭康順輔天昌聖純皇后。

## 身後
乾隆十三年（1748年）五月，乾隆帝頒下一道赐谥大行皇后为孝贤皇后的谕旨，对皇后的一生做出了高度的评价，并说明了赐谥孝贤的原因：
谕礼部：皇后富察氏，德钟勋族，教秉名宗。作配朕躬，二十二年；正位中宫，一十三载。逮事皇考，克尽孝忱；上奉圣母，深蒙慈爱。问安兰殿，极愉婉以承欢；敷化椒涂，佐忧勤而出治。性符坤顺，宫廷肃敬慎之仪；德懋恒贞，图史协贤明之颂。覃宽仁以逮下，崇节俭以禔躬。此宫中府中所习知，亦亿人兆人所共仰者。兹于乾隆十三年三月十一日崩逝。眷惟内佐，久藉赞襄；追念懿规，良深痛悼。宜加称谥，昭茂典于千秋；永著徽音，播遗芬于奕禩。从来知臣者莫如君，知子者莫如父，则知妻者莫如夫。朕昨赋皇后挽诗，有“圣慈深忆孝，宫壸尽称贤”之句；思惟孝贤二字之嘉名，实该皇后一生之淑德，应谥为孝贤皇后。所有应行典礼，尔部照例奏闻。
在一般情况下，赐皇后谥号，先由皇帝发出谕旨，然后由礼臣们拟出几个字上奏，由皇帝挑选钦定。而孝贤皇后的谥号是乾隆未经内阁直接赐给了大行皇后谥号为“孝贤”，这在清代，实无先例，由此可看出乾隆帝对孝贤皇后的感情深厚，乾隆帝曾说因为“从来知臣者莫如君，知子者莫如父，则知妻者莫如夫。朕昨赋皇后挽诗。有圣慈深忆孝。宫壸尽称贤之句。思惟孝贤二字之嘉名。实该皇后一生之淑德”。自己如此做“非私恩爱偏”。

### 外戚
富察氏一族在乾隆朝以后族之故，一門朱紫，出將入相，更臻於鼎盛之勢。皇后胞弟傅恆年未而立即位登首輔，二十餘年中，出將入相，活躍在乾隆朝政治和軍事舞台，在推動乾隆盛世形成的過程中，貢獻甚鉅，乾隆帝對其評價之高，恩寵之異，罕有人及。
乾隆也絲毫不掩飾自己施恩外戚是因為皇后的緣故：“朕之加恩傅謙兄弟者，乃因皇后加恩，並不因其為大學士公傅恆之兄弟也。即大學士公傅恆之加恩，亦由於皇后，而況其兄弟乎。朕為天下主，何事非秉至公，何事能逃明鑑。”
孝賢皇后的侄子福康安，自幼被乾隆帶到內廷，親自教養，視如己出。
乾隆五十七年闰四月二十八日，乾隆特地言明：“若傅恆、福康安之晉封公爵。俱因底定金川。及勦平臺灣等處逆匪。懋著勞績。用示酬庸。并非因傅恒、福康安、為孝賢皇后之弟姪。特加恩寵。即明瑞、奎林、明亮，皆皇后之姪。俱以躬列戎行。為國家宣力”，他表明重用傅恆、福康安，乃至奎林、明亮等人，都是因为他们本人有军功在先，不仅仅因为孝贤皇后。

## 評價
- 雍正五年七月十八日，雍正帝在紫禁城西二所（弘曆即位後改名為重華宮），為皇四子弘曆和富察氏舉行了隆重的結婚典禮。雍正七年，雍正皇帝又賜長春仙館作為她們夫婦在圓明園的居處。婚後，這對小夫妻相敬如賓，恩愛逾常。乾隆在當皇子時，就已經娶了福晉、側福晉、格格等十人。做了皇帝之後，又納了不少妃嬪。在乾隆的眾多后妃中，孝賢皇后是和乾隆感情最好的，備受乾隆寵愛。乾隆在懷念富察氏的《教潘岳悼亡詩體即用其韻》便寫道：“九御咸備位，對之吁若空”。即三宮六院，嬪妃齊備，可是面對她們，簡直就像面對虛空一樣。足以證明[需要解释]乾隆對於其他嬪妃沒有[來源請求]真摯的感情可言。[10]
- 乾隆曾讚賞孝賢皇后：「歷觀古之賢后，蓋實無以加茲。」同時他把他治國的功勞也分給皇后一份：「朕躬攬萬機。勤勞宵旰。宮闈內政。全資孝賢皇后綜理」[11]。
- 皇后上侍聖母皇太后。承歡朝夕。純孝性成。而治事精詳。輕重得體。自妃嬪以至宮人。無不奉法感恩。心悅誠服。十餘年來。朕之得以專心國事。有餘暇以從容冊府者。皇后之助也”[12]。

孝賢純皇后繡花卉火鐮荷包 (現存於台北故宮)

- 皇后出身名門望族而生性節儉，平素以通草絨花為飾。有次秋季去關外，乾隆對皇后談起關外舊俗，提及祖上剛剛創建帝業的時候，衣物的裝飾都是用鹿尾絨毛搓成線縫在袖口，而不是像當今皇宮中那樣用金線銀線精工細繡而成。皇后深悉帝心，特地做了一個用鹿尾絨毛搓成線縫製而成的燧囊獻給乾隆，以示不忘滿洲本色。乾隆非常珍愛孝賢皇后親手縫製的燧囊，一直帶在身邊[13][14]。
- 一次乾隆帝患疥疮，癒後體弱，醫生囑咐須靜養百日。孝賢皇后於是就住在皇帝的寢宮外屋，無微不至地照料百天后，見皇帝氣色如初，身體復原才搬回自己的寢宮[15]。

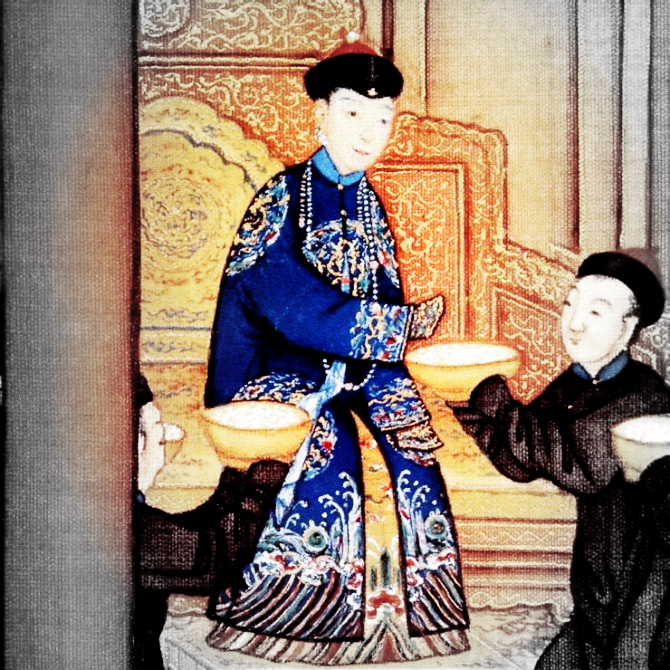
孝賢純皇后親蠶之禮圖

- 乾隆九年，蠶壇建成，富察氏帶領妃嬪命婦大行親蠶之禮，祭祀先蠶嫘祖，並當眾演習養蠶織絲之術。後來蠶絲多了，富察氏不忍心遺棄，下令把它染上色彩，織成御衣，親自進獻給皇帝。乾隆穿慣了錦衣玉裘，見到這件略顯粗糙的絲織御衣，竟感到格外親切，除對皇后大加褒揚外，還下令大小臣工崇儉去奢，並在祭祀登朝時多次穿用。
- 皇后因二子夭折而悲悼成疾，于乾隆十三年东巡途中崩逝。乾隆帝悲恸万分，昼夜兼程亲自护送孝贤皇后的梓宫回京，把梓宫停在长春宫内，服缟素十二日，并每天到皇后灵前祭酒[16]。乾隆帝抛开清会典的规定，而援引先朝《大明会典》所载皇后丧仪，命天下臣民一律为皇后故世而服丧，並且下令长春宫不再居住任何人，把孝賢皇后的衣冠供放在里面，以表示对贤后的怀念[17]。
- 乾隆对和敬公主的额驸尤其宠爱。他是唯一一个幼年入宫当皇子伴读的驸马，清朝最年轻辅国公，非嫡非长，没有任何职业历练就直接封哲里木盟盟长。他和另外一位驸马一样放走阿睦尔撒纳，结果另位驸马被处死，他則被看在和敬母女的面子上免死。免死后没有任何建树的情况下封公爵，兵部大臣；刚立功就马上封亲王，罚的极轻，赏得奇快奇重。身为武将卻可以坐轿，和海兰察一个待遇。犯了死罪没有将达尔汗亲王爵位革掉而是给了哥哥，稍有军功就封了双亲王。身为蒙古人破格担任满洲都统。儿子名字里有宝贝。和福隆安是驸马里唯二有谥号且有畫像置於紫光阁的。
- 其獨女和敬公主的公主府是唯一一个没被收回保存至今的公主府，既有衣冠冢又有墓。
- 高宗在西六宫长春宫內安放孝贤皇后生前用的东珠顶冠和东珠朝珠。每年的腊月二十五日和忌辰时，乾隆帝都亲临凭吊。这种做法保留了40多年，直到乾隆60年才下令撤掉，允许其他后妃们居住。
- 富察皇后生前最後生活過的那條大船——青雀舫，乾隆下令把這艘大船運進北京城，然而城門太窄無法通過，乾隆差點拆了城門樓，後來禮部尚書海望提出了一個辦法，搭起木架將大船從城牆垛口通過，並在木軌上鋪了菜葉之類的用來潤滑，數千名工人費盡力氣終於將大船運進了城內。
- 乾隆帝數次南巡始終繞過不入濟南,在詩中多次解釋,其中乾隆三十年第四次南巡寫的詩:「四度濟南不入城，恐防一入百悲生。春三月昔分偏劇，十七年過恨未平。」[18]因為富察皇后在濟南染病，怕一入濟南而悲痛。

## 悼亡
- 乾隆帝在皇后喪滿日寫了一篇情真意切的《述悲賦》。《述悲賦》是一篇悲愴的詩歌佳作，記述了皇后富察氏美好的品德和夫妻間的恩愛、理解、休戚與共的生活篇章，被載入《清史稿》[19]。

- 高宗的孝賢悼亡詩中最廣為人知是這一首：【廿載同心成逝水，兩眶血淚洒東風。早知失子兼亡母，何必當初盼夢熊。】也是乾隆生涯所寫超過四萬首詩歌中為數不多的真情佳作。

## 葬禮
乾隆喪子、喪偶以後在煩惱焦躁中引起了大官僚一連串的貶責黜革甚至賜死，使乾隆初年相對平靜的宦海突然掀起了波瀾。朝廷的政策方針從“寬”趨“嚴”，向著新的統治格局和統治作風演變
首當其衝的便是皇長子永璜和皇三子永璋，兩人皆非皇后富察氏亲生，其中皇长子永璜在孝贤皇后丧期间也就是乾隆十三年四月在南苑打猎，因此受到乾隆的嚴厲斥責，並且聯繫到立儲大事，乾隆斷然宣稱：“此二人斷不可承續大統”。永璜的師傅俺達相繼受到處分，其中和親王弘晝、大學士來保、侍郎鄂容安各罰俸三年，其他師傅諳達各罰俸一年。。
乾隆十三年四月，皇帝閱看翰林院所製的皇后冊文，發現滿文譯文中將“皇妣”一詞不小心譯成了“先太后”，這讓皇帝勃然大怒，刑部尚書阿克敦被交刑部治罪。其他刑部官員見皇帝盛怒，加重處分，擬絞監候。不料，暴怒的君王尚不滿意，責備刑部“黨同徇庇”，故意“寬縱”。將刑部全堂問罪，包括滿尚書盛安、漢尚書汪由敦、侍郎勒爾森、錢阿群、兆惠、魏定國，均革職留任，而阿克敦則照“大不敬”議罪，擬斬監侯，兩個月後復為內閣學士。
翰林院撰擬皇后祭文，用“泉台”二字，乾隆又吹毛求疵，認為這兩字用於常人尚可，“豈可加之皇后之尊”，大學士張廷玉以及阿克敦、德通、文保、程景伊等“全不留心檢點，草率塞責．殊失敬理之義”，俱罰俸一年。。
五月，乾隆又抱怨光祿寺籌備的給皇后的祭品等“俱不潔淨鮮明”，光祿寺卿增壽保、沈起元、少卿德爾弼、竇啟瑛俱降級調用；工部因辦理皇后冊寶“製造甚用粗陋”，全堂問罪，侍郎索柱降三級，塗逢震降四級，其他尚書、侍郎從寬留任；禮部“冊諡皇后，未議王公行禮之處”，尚書海望、王安國降二級留任，其他堂官也分別受到處分。
令嬪之父内管领清泰負責已故孝賢皇后供桌上的餑餑，因「遲誤獻供餑餑」而被罰，因他有「加四級」的官銜，便銷去所加二級抵，並罰杖打八十大板。

## 家族
| \| \| \| \| \| \| \| \| \| \| \| \| \| \| \| \| \| \| \| \| 曾祖父：太子太保內大臣、追封一等公哈什屯 \| \| \| \| \| \| \| \| \| \| \| \| \| \| \| \| \| \| \| \| \| \| \| \| \| \| \| \| \| \| \| \| \| \| \| \| \| \| \| \| \| \| \| \| \| \| \| \| \| \| \| \| \| \| 祖父：戶部尚書、追封一等公米思翰 \| \| \| \| \| \| \| \| \| \| \| \| \| \| \| \| \| \| \| \| \| \| \| \| \| \| \| \| \| \| \| \| \| \| \| \| \| \| \| \| \| \| \| \| \| \| \| \| \| \| \| \| \| \| 父：察哈爾總管、追封一等公李榮保 \| \| \| \| \| \| \| \| \| \| \| \| \| \| \| \| \| \| \| \| \| \| \| \| \| \| \| \| \| \| \| \| \| \| \| \| \| \| \| \| \| \| \| \| \| \| \| \| \| \| \| \| \| \| 孝賢純皇后富察氏 \| \| \| \| \| \| \| \| \| \| \| \| \| \| \| \| \| \| \| \| \| \| \| \| \| \| \| \| \| \| \| \| \| \| \| \| \| \| \| \| \| \| \| \| \| \| \| \| \| \| \| \| \| \| 母：一品誥命夫人覺羅氏 \| \| \| \| \| \| \| \| \| \| \| \| \| \| \| \| \| \| \| \| \| \| \| \| \| \| \| \| \| \| \| \| \| \| \| \| \| \| \| \| \| \| \| \| \| \| \| \| \| \| \| \| |                                          |  |  |  |  |  |  |  |  |  |  |  |  |  |  |  |
| |                                          |  |  |  |  |  |  |  |  |  |  |  |  |  |  |  |
| | 曾祖父：太子太保內大臣、追封一等公哈什屯 |  |  |  |  |  |  |  |  |  |  |  |  |  |  |  |
| |                                          |  |  |  |  |  |  |  |  |  |  |  |  |  |  |  |
| |                                          |  |  |  |  |  |  |  |  |  |  |  |  |  |  |  |
| | 祖父：戶部尚書、追封一等公米思翰         |  |  |  |  |  |  |  |  |  |  |  |  |  |  |  |
| |                                          |  |  |  |  |  |  |  |  |  |  |  |  |  |  |  |
| |                                          |  |  |  |  |  |  |  |  |  |  |  |  |  |  |  |
| | 父：察哈爾總管、追封一等公李榮保         |  |  |  |  |  |  |  |  |  |  |  |  |  |  |  |
| |                                          |  |  |  |  |  |  |  |  |  |  |  |  |  |  |  |
| |                                          |  |  |  |  |  |  |  |  |  |  |  |  |  |  |  |
| | 孝賢純皇后富察氏                         |  |  |  |  |  |  |  |  |  |  |  |  |  |  |  |
| |                                          |  |  |  |  |  |  |  |  |  |  |  |  |  |  |  |
| |                                          |  |  |  |  |  |  |  |  |  |  |  |  |  |  |  |
| | 母：一品誥命夫人覺羅氏                   |  |  |  |  |  |  |  |  |  |  |  |  |  |  |  |
| |                                          |  |  |  |  |  |  |  |  |  |  |  |  |  |  |  |
| |                                          |  |  |  |  |  |  |  |  |  |  |  |  |  |  |  |

- 曾祖：哈什屯。
- （嫡）曾祖母：覺羅氏。[24]
- 祖父：米思翰。
- （嫡）祖母：穆溪覺羅氏、博爾濟吉特氏。[24][25]
- 父：李榮保。
- （嫡）母：覺羅氏。[24][25]
- 伯：馬斯喀、馬齊、馬武。
- 兄弟：廣成、傅寧、傅清、傅文、傅寬、傅新、傅玉、傅謙、傅恆。
- 妹：宗室薩喇善之妻。
- 侄子：福靈安、福隆安、福康安、福長安、明亮、明瑞、明義、奎林。
- 子女：皇長女、永璉、固倫和敬公主、永琮
- 外孫：鄂勒哲特穆爾額爾克巴拜。